# Il fratello minore (film 1927)
Il fratello minore (The Kid Brother) è un film del 1927, diretto da Ted Wilde, J.A. Howe (co-regia), Harold Lloyd e Lewis Milestone (non accreditati).

## Trama
La famiglia Hickoryville è la più importante del paese: il padre è sceriffo, due suoi figli lo aiutano. Il terzo, Harold, è considerato dagli altri solo un ragazzino, non lo fanno entrare nelle pratiche importanti. Si finge sceriffo e concede ad una compagnia di esibirsi nel paese. Il padre e il fratello lo mandano a fermarlo e tutta l'attrezzatura dello show brucia. Una ragazza era nello show, di cui Harold è innamorato e ricambiato e la invita a casa sua. Il padre di Harold è derubato del denaro per il paese e viene accusato, così manda i suoi primi due figli a recuperarlo. Allora Harold, incoraggiato dalla ragazza, trova il colpevole, ci combatte e recupera il denaro, conquistandosi la stima del padre e salvandolo.